# توني شابرون
توني تشابرون (بالفرنسية: Tony Chapron)‏ (مواليد 23 أبريل 1972 في فليرس) حكم كرة قدم فرنسي . بدأ مسيرته التحكيمية في سنة 1996 . قرر الاتحاد الدولي لكرة القدم اعتماده حكما دوليا في سنة 2007 .

## روابط خارجية
- توني شابرون على موقع Soccerway.com (الإنجليزية)
- توني شابرون على موقع عالم كرة القدم.نت (الإنجليزية)